# 공기놀이
공기놀이는 조그만 기물을 가지고 던져 손으로 잡으며 노는 대한민국의 민속놀이이다. 지역에 따라 여러 가지 이름으로 불리는데, 경상북도에서는 '짜게받기', 경상남도에서는 '살구', 전라남도에서는 '닷짝걸이', 그 밖에는 '좌돌리기', '조개질', '좌질' 이라고도 한다.

## 규칙

### 여러 가지 규칙
이 내용은 일부 한정된 지역에서만 사용한다.
- 백두산공기: 던진 공기가 머리 높이보다 더 높이 올라가는 것.
- 천재공기: 공기놀이의 기본 규칙과 같지만 공기알을 던질 때 자신 손에 있는 공기알을 다 던지고 다 받는다.
- 아리랑: 5번째 단계에서 손등에 올린 공기들을 던진 뒤 올라간 공기를 두박자로 나눠 잡는다. 일부 지역에서는 아리랑을 할 경우 점수를 두배로 받기도 한다.
- 마네키네코 공기 (줄여서 마네 공기라고도 한다.): 공기놀이의 기본 규칙과 같지만 공기알을 던지고 받을 때 위에서 아래로 내려 치듯이 잡는다. 마치 일본 상징인 마네키네코가 팔을 움직이는 것과 비슷해 이름이 붙여졌다.

### 점수
공기놀이에서 점수를 계산할 때는 일반적으로 다섯개의 단계를 완료한 뒤, 5번째 단계에서 손등으로 몇 개의 공기를 올린 뒤 그 상태에서 던진 공기를 몇 개를 잡는가 따라서 다섯 번째 단계를 성공적으로 완수했을 경우, 공기의 개수에 따라 1-5점을 얻게 되며, 이렇게 점수를 쌓아가며 목표 점수에 먼저 다다르는 사람이 이기게 된다. 때로는 복잡한 요구 조건을 내거는 경우가 있다. 점수 또한 지역마다 부르는 이름이 다른데 '년', '살', '나이' 등이다.

## 같이 보기
- 윷놀이
- 너클본스